# Aluminijev karbid
Aluminijev karbid je kemijska spojina s formulo Al4C3. Je svetlo rumena do rjava kristalna trdnina, stabilna do 1400 °C. V vodi hidrolizira, pri čemer nastaja metan.

## Struktura
Aluminijev karbid ima nenavadno strukturo, sestavljeno iz dveh vrst plasti. Struktura temelji na dveh vrstah tetraedrov AlCl4 in zato tudi dveh vrstah ogljikovih atomov. Eden od njih je obdan z deformiranim oktaedrom šestih Al atomov na razdalji 217 pm. Drugi je obdan s štirimi atomi Al na razdalji 190–194  pm in petim Al atomom  na razdalji 221 pm. Kompleksne strukture imajo tudi drugi karbidi, ki se po IUPAC nomenklaturi imenujejo metidi. 

## Priprava
Aluminijev karbid se pripravlja z neposredno reakcijo aluminija in ogljika v električni obločni peči:
4 Al + 3 C → Al4C3
Možna je tudi zamenjava aluminija z glinico, ki je manj primerna zaradi nastajanja ogljikovega monoksida:
2 Al2O3 + 9 C → Al4C3 + 6 CO
Tretja možnost je reakcija silicijevega karbida z aluminijem:
4 Al + 3 SiC → Al4C3 + 3 Si

## Reakcije
Aluminijev karbid hidrolizira, pri čemer se sprošča metan. Reakcija poteka že pri sobni temperaturi. S segrevanjem se njena hitrost močno poveča:
Al4C3 + 12 H2O → 4 Al(OH)3 + 3 CH4
Podobne reakcije potekajo tudi s protičnimi reagenti:
Al4C3 + 12 HCl → 4 AlCl3 + 3 CH4

## Nahajališča
Majhne količine aluminijevega karbida so pogosta nečistoča v kalcijevem karbidu. V elektrolitski proizvodnji aluminija nastaja kot produkt korozije grafitnih elektrod.
V kompozitih z aluminijevo matrico, ojačano s kovinskimi karbidi (silicijev karbid, borov karbid), pogosto nastaja aluminijev karbid, ki je zaradi krhkosti nezaželen. Pri temperaturah nad  500 °C nastaja tudi v reakciji aluminijeve matrice z ogljikovimi vlakni. Boljšo omočljivost vlaken  in inhibiranje reakcije se doseže s prevlekami, na primer iz titanovega borida. 

## Uporaba
Fino dispergirani delci aluminijevaga karbida v aluminijevi matrici zmanjšajo polzenje materiala, zlasti v kombinaciji z delci silicijevega karbida.
Uporablja se lahko tudi kot abraziv za visoko hitrostna rezilna orodja. Karbid ima podobno trdoto kot topaz (8).